# Merkurochrom
Merkurochrom (merbromin) – metaloorganiczny związek chemiczny z grupy związków rtęcioorganicznych, barwnik ksantenowy (pochodna fluoresceiny). Zawiera dwa atomy bromu i grupę hydroksyrtęciową. Stosowany jako środek odkażający. Tworzy ciemnozielone kryształy lub krystaliczny proszek o mosiężnym połysku. Roztwory wodne mają intensywną czerwoną barwę.

## Zastosowanie
Ma działanie przeciwbakteryjne. Związek znalazł zastosowanie w lecznictwie jako środek odkażający skórę nieuszkodzoną (roztwory wodne i etanolowe w stężeniu do 2%), błony śluzowe i rany (roztwory wodne 0,01-0,1%). Obecnie stosowany rzadko.
Preparaty
- Mercurochromum (Merbrominum) subst. do receptury aptecznej / wytwórca: A.C.E.F. Sp.a. Włochy.

Stosowany także jako odczynnik analityczny, np. do oznaczania leków fluorochinolinowych.